# Lauren Hemp
Lauren May Hemp (North Walsham, 7 agosto 2000) è una calciatrice inglese, attaccante del Manchester City e della nazionale inglese. Con la nazionale ha vinto il campionato europeo nel 2022 e la Finalissima nel 2023. Con la maglia della nazionale della Gran Bretagna ha preso parte al torneo femminile dei Giochi della XXXII Olimpiade.
Il 30 dicembre 2023 è stata insignita dell'onorificenza di Membro dell'Ordine dell'Impero Britannico.

## Carriera

### Club
Lauren Hemp è cresciuta a North Walsham, nella contea di Norfolk, iniziando a giocare a calcio nella locale squadra giovanile. Nel 2008 Hemp passò a giocare per il Norwich City, dove giocava anche la sorella Amy.
Nel 2016, all'età di 16 anni lasciò il Norfolk per trasferirsi al Bristol City. Hemp fece il suo esordio in Super League 2, seconda serie del campionato inglese, il 10 settembre 2016. Nel 2017, con la promozione del Bristol City in Super League 1, Hemp fece il suo esordio anche nella massima serie nazionale, andando a segno per la prima volta il 22 aprile contro il Reading. Nel settembre 2017 è stata eletta migliore giocatrice dell'anno dalla federazione inglese. Disputò col Bristol City anche la stagione 2017-2018, conclusa dalla squadra nella parte bassa della classifica, ma Hemp si mise in mostra con le sue giocate e realizzando 7 delle 13 reti segnate dal Bristol City in campionato. Nell'aprile 2018 Hemp venne premiata come migliore giovane calciatrice dell'anno dall'associazione dei calciatori professionistici (PFA).
A fine maggio 2018 il Manchester City annunciò l'ingaggio di Lauren Hemp. Con la maglia del Manchester City Hemp fece anche il suo esordio in UEFA Champions League nell'edizione 2018-2019, col City che venne però eliminato già ai sedicesimi di finale. Al City Hemp ha vinto la FA Women's Cup per due volte e concluso il campionato di Super League al secondo posto per tre stagioni di fila. Nel settembre 2020 è stata nuovamente premiata come migliore giovane calciatrice dell'anno dalla PFA, ottenendo un terzo premio anche nel giugno 2021.
Il 4 settembre 2024, viene inserita nella lista delle trenta candidate al Pallone d'Oro femminile.

### Nazionale
All'età di 14 anni Lauren Hemp venne convocata per uno stage da Kay Cossington, selezionatrice della nazionale Under-15 inglese. Successivamente, entrò a far parte della nazionale Under-17 inglese, prendendo parte alla fase finale del campionato europeo 2017 di categoria, col ruolo di capitano della nazionale. Il campionato europeo vide l'Inghilterra eliminata già alla fase a gironi, Hemp realizzò una rete nella partita d'esordio e venne inserita nella squadra delle migliori calciatrici del torneo, unica inglese in lista. Nell'agosto 2018 Hemp fece parte della rosa della nazionale Under-20 inglese che conquistò il terzo posto finale al campionato mondiale 2018, superando nella finale per la medaglia di bronzo proprio le padrone di casa della Francia dopo i tiri di rigore, uno dei quali calciato da Hemp.

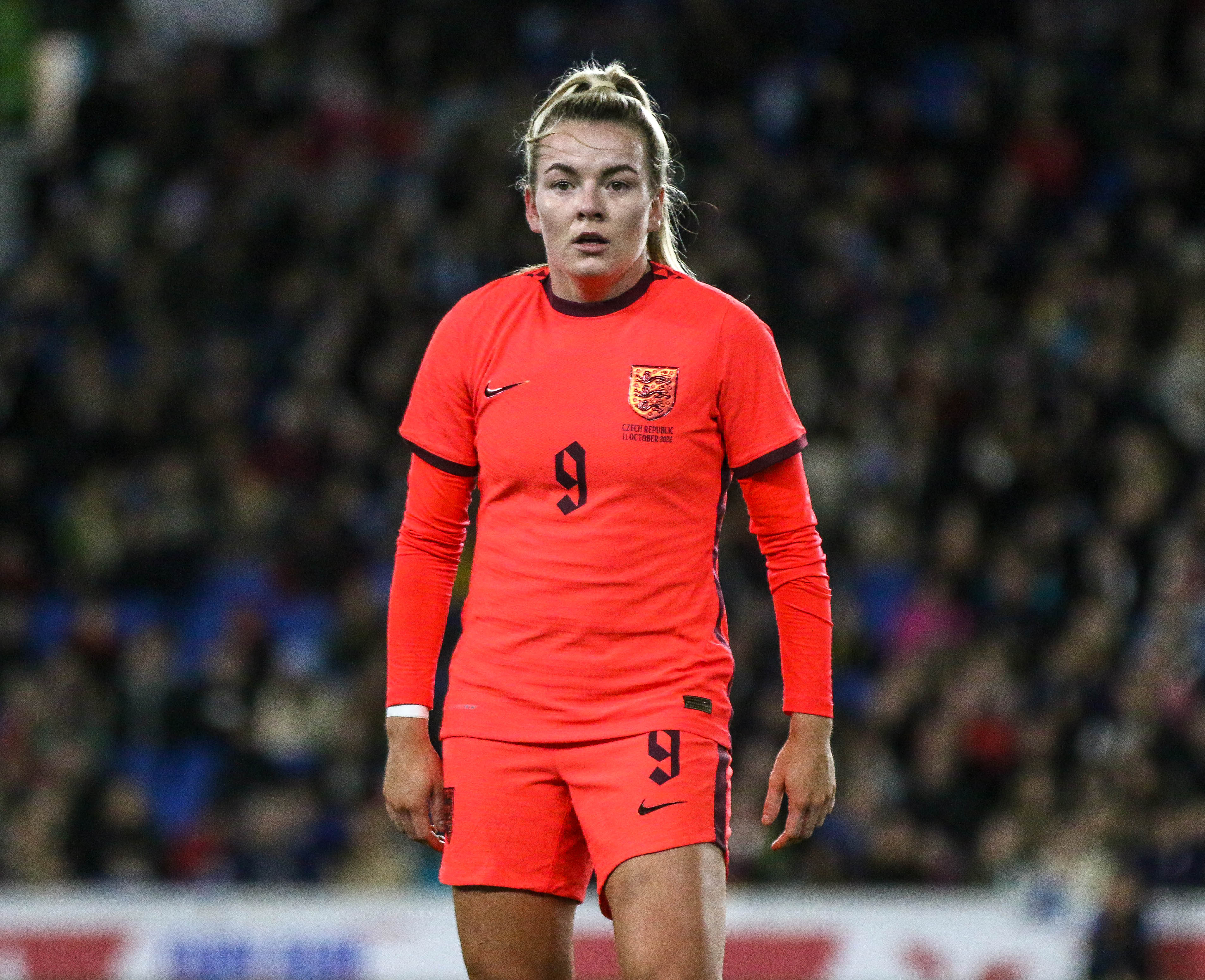
Hemp con la maglia della nazionale nell'ottobre 2022.

Hemp fece il suo esordio nella nazionale maggiore l'8 ottobre 2019, scendendo in campo al posto di Bethany Mead nei minuti finali dell'amichevole vinta sul Portogallo. Hemp venne impiegata dall'allenatore Phil Neville anche nelle due amichevoli successive e venne poi convocata per la SheBelieves Cup 2020. A fine maggio 2021 Hemp venne inserita nella rosa della nazionale della Gran Bretagna in vista del torneo femminile dei Giochi della XXXII Olimpiade.
Il 30 novembre 2021 ha messo a segno quattro reti, le sue prime in nazionale, nella vittoria record dell'Inghilterra per 20-0 sulla Lettonia nella partita valida per le qualificazioni al campionato mondiale 2023.
Nel luglio 2022 ha fatto parte della rosa della nazionale inglese che ha vinto il campionato europeo 2022. Hemp ha giocato titolare in tutte le partite disputate dall'Inghilterra, inclusa la finale, e ha realizzato una rete nella vittoria per 8-0 sulla Norvegia nella fase a gironi.
È stata poi convocata dalla selezionatrice Sarina Wiegman anche per il campionato mondiale 2023.

## Statistiche

### Presenze e reti nei club
Statistiche aggiornate al 27 luglio 2025.
| Stagione               | Squadra                | Campionato             | Campionato | Campionato | Coppe nazionali | Coppe nazionali | Coppe nazionali | Coppe internazionali | Coppe internazionali | Coppe internazionali | Altre coppe | Altre coppe | Altre coppe | Totale | Totale |
| Stagione               | Squadra                | Comp                   | Pres       | Reti       | Comp            | Pres            | Reti            | Comp                 | Pres                 | Reti                 | Comp        | Pres        | Reti        | Pres   | Reti   |
| ---------------------- | ---------------------- | ---------------------- | ---------- | ---------- | --------------- | --------------- | --------------- | -------------------- | -------------------- | -------------------- | ----------- | ----------- | ----------- | ------ | ------ |
| 2016                   | Bristol City           | SL 2                   | 2          | 1          | CI              | 0               | 0               | -                    | -                    | -                    | CL          | 0           | 0           | 2      | 1      |
| 2017                   | Bristol City           | SL 1                   | 4          | 1          | CI              | 1               | 2               | -                    | -                    | -                    | -           | -           | -           | 5      | 3      |
| 2017-2018              | Bristol City           | SL 1                   | 18         | 7          | CI              | 1               | 0               | -                    | -                    | -                    | CL          | 5           | 2           | 24     | 9      |
| Totale Bristol City    | Totale Bristol City    | Totale Bristol City    | 24         | 9          |                 | 2               | 2               |                      | -                    | -                    |             | 5           | 2           | 31     | 13     |
| 2018-2019              | Manchester City        | SL                     | 10         | 2          | CI              | 4               | 2               | WCL                  | 1                    | 0                    | CL          | 5           | 3           | 20     | 7      |
| 2019-2020              | Manchester City        | SL                     | 14         | 5          | CI              | 2               | 0               | WCL                  | 2                    | 0                    | CL          | 5           | 1           | 23     | 6      |
| 2020-2021              | Manchester City        | SL                     | 15         | 6          | CI              | 2               | 1               | WCL                  | 4                    | 2                    | CL          | 1           | 1           | 22     | 10     |
| 2021-2022              | Manchester City        | SL                     | 22         | 10         | CI              | 5               | 7               | WCL                  | 2                    | 0                    | CL          | 6           | 4           | 35     | 21     |
| 2022-2023              | Manchester City        | SL                     | 20         | 7          | CI              | 2               | 0               | WCL                  | 2                    | 1                    | CL          | 4           | 2           | 28     | 10     |
| 2023-2024              | Manchester City        | SL                     | 21         | 11         | CI              | 3               | 0               | -                    | -                    | -                    | CL          | 5           | 1           | 29     | 12     |
| 2024-2025              | Manchester City        | SL                     | 10         | 2          | CI              | 0               | 0               | -                    | -                    | -                    | CL          | 0           | 0           | 10     | 2      |
| Totale Manchester City | Totale Manchester City | Totale Manchester City | 112        | 43         |                 | 18              | 10              |                      | 11                   | 3                    |             | 26          | 12          | 167    | 68     |
| Totale carriera        | Totale carriera        | Totale carriera        | 136        | 52         |                 | 20              | 12              |                      | 11                   | 3                    |             | 31          | 14          | 202    | 81     |

### Cronologia presenze e reti in nazionale
| Cronologia completa delle presenze e delle reti in nazionale ― Inghilterra | Cronologia completa delle presenze e delle reti in nazionale ― Inghilterra | Cronologia completa delle presenze e delle reti in nazionale ― Inghilterra | Cronologia completa delle presenze e delle reti in nazionale ― Inghilterra | Cronologia completa delle presenze e delle reti in nazionale ― Inghilterra | Cronologia completa delle presenze e delle reti in nazionale ― Inghilterra | Cronologia completa delle presenze e delle reti in nazionale ― Inghilterra | Cronologia completa delle presenze e delle reti in nazionale ― Inghilterra |
| Data                                                                       | Città                                                                      | In casa                                                                    | Risultato                                                                  | Ospiti                                                                     | Competizione                                                               | Reti                                                                       | Note                                                                       |
| -------------------------------------------------------------------------- | -------------------------------------------------------------------------- | -------------------------------------------------------------------------- | -------------------------------------------------------------------------- | -------------------------------------------------------------------------- | -------------------------------------------------------------------------- | -------------------------------------------------------------------------- | -------------------------------------------------------------------------- |
| 8-10-2019                                                                  | Setúbal                                                                    | Portogallo                                                                 | 0 – 1                                                                      | Inghilterra                                                                | Amichevole                                                                 | -                                                                          | 86’                                                                        |
| 9-11-2019                                                                  | Londra                                                                     | Inghilterra                                                                | 1 – 2                                                                      | Germania                                                                   | Amichevole                                                                 | -                                                                          | 73’                                                                        |
| 12-11-2019                                                                 | České Budějovice                                                           | Rep. Ceca                                                                  | 2 – 3                                                                      | Inghilterra                                                                | Amichevole                                                                 | -                                                                          | 64’                                                                        |
| 6-3-2020                                                                   | Orlando                                                                    | Stati Uniti                                                                | 2 – 0                                                                      | Inghilterra                                                                | SheBelieves Cup 2020                                                       | -                                                                          |                                                                            |
| 8-3-2020                                                                   | Harrison                                                                   | Giappone                                                                   | 0 – 1                                                                      | Inghilterra                                                                | SheBelieves Cup 2020                                                       | -                                                                          | 60’                                                                        |
| 23-2-2021                                                                  | Burton upon Trent                                                          | Inghilterra                                                                | 6 – 0                                                                      | Irlanda del Nord                                                           | Amichevole                                                                 | -                                                                          | 61’                                                                        |
| 9-4-2021                                                                   | Caen                                                                       | Francia                                                                    | 3 – 1                                                                      | Inghilterra                                                                | Amichevole                                                                 | -                                                                          | 64’                                                                        |
| 13-4-2021                                                                  | Stoke-on-Trent                                                             | Inghilterra                                                                | 0 – 2                                                                      | Canada                                                                     | Amichevole                                                                 | -                                                                          |                                                                            |
| 17-9-2021                                                                  | Southampton                                                                | Inghilterra                                                                | 8 – 0                                                                      | Macedonia del Nord                                                         | Qual. Mondiali 2023                                                        | -                                                                          | 63’                                                                        |
| 21-9-2021                                                                  | Lussemburgo                                                                | Lussemburgo                                                                | 0 – 10                                                                     | Inghilterra                                                                | Qual. Mondiali 2023                                                        | -                                                                          | 58’                                                                        |
| 23-10-2021                                                                 | Londra                                                                     | Inghilterra                                                                | 4 – 0                                                                      | Irlanda del Nord                                                           | Qual. Mondiali 2023                                                        | -                                                                          |                                                                            |
| 26-10-2021                                                                 | Liepāja                                                                    | Lettonia                                                                   | 0 – 10                                                                     | Inghilterra                                                                | Qual. Mondiali 2023                                                        | -                                                                          | 46’                                                                        |
| 23-11-2021                                                                 | Sunderland                                                                 | Inghilterra                                                                | 1 – 0                                                                      | Austria                                                                    | Qual. Mondiali 2023                                                        | -                                                                          |                                                                            |
| 30-11-2021                                                                 | Doncaster                                                                  | Inghilterra                                                                | 20 – 0                                                                     | Lettonia                                                                   | Qual. Mondiali 2023                                                        | 4                                                                          |                                                                            |
| 17-2-2022                                                                  | Middlesbrough                                                              | Inghilterra                                                                | 1 – 1                                                                      | Canada                                                                     | Arnold Clark Cup 2022                                                      | -                                                                          | 65’                                                                        |
| 20-2-2022                                                                  | Norwich                                                                    | Inghilterra                                                                | 0 – 0                                                                      | Spagna                                                                     | Arnold Clark Cup 2022                                                      | -                                                                          | 45’                                                                        |
| 23-2-2022                                                                  | Wolverhampton                                                              | Inghilterra                                                                | 3 – 1                                                                      | Germania                                                                   | Arnold Clark Cup 2022                                                      | -                                                                          |                                                                            |
| 8-4-2022                                                                   | Skopje                                                                     | Macedonia del Nord                                                         | 0 – 10                                                                     | Inghilterra                                                                | Qual. Mondiali 2023                                                        | -                                                                          | 60’                                                                        |
| 12-4-2022                                                                  | Belfast                                                                    | Irlanda del Nord                                                           | 0 – 5                                                                      | Inghilterra                                                                | Qual. Mondiali 2023                                                        | 2                                                                          |                                                                            |
| 16-6-2022                                                                  | Wolverhampton                                                              | Inghilterra                                                                | 3 – 0                                                                      | Belgio                                                                     | Amichevole                                                                 | -                                                                          | 81’                                                                        |
| 24-6-2022                                                                  | Leeds                                                                      | Inghilterra                                                                | 5 – 1                                                                      | Paesi Bassi                                                                | Amichevole                                                                 | 1                                                                          | 81’                                                                        |
| 30-6-2022                                                                  | Zurigo                                                                     | Svizzera                                                                   | 0 – 4                                                                      | Inghilterra                                                                | Amichevole                                                                 | -                                                                          | 75’                                                                        |
| 6-7-2022                                                                   | Manchester                                                                 | Inghilterra                                                                | 1 – 0                                                                      | Austria                                                                    | Euro 2022 - Fase a gironi                                                  | -                                                                          |                                                                            |
| 11-7-2022                                                                  | Brighton & Hove                                                            | Inghilterra                                                                | 8 – 0                                                                      | Norvegia                                                                   | Euro 2022 - Fase a gironi                                                  | 1                                                                          | 70’                                                                        |
| 15-7-2022                                                                  | Southampton                                                                | Irlanda del Nord                                                           | 0 – 5                                                                      | Inghilterra                                                                | Euro 2022 - Fase a gironi                                                  | -                                                                          | 60’                                                                        |
| 20-7-2022                                                                  | Brighton & Hove                                                            | Inghilterra                                                                | 2 – 1 dts                                                                  | Spagna                                                                     | Euro 2022 - Quarti di finale                                               | -                                                                          | 117’                                                                       |
| 26-7-2022                                                                  | Sheffield                                                                  | Inghilterra                                                                | 4 – 0                                                                      | Svezia                                                                     | Euro 2022 - Semifinali                                                     | -                                                                          |                                                                            |
| 31-7-2022                                                                  | Londra                                                                     | Inghilterra                                                                | 2 – 1 dts                                                                  | Germania                                                                   | Euro 2022 - Finale                                                         | -                                                                          | 119’                                                                       |
| 3-9-2022                                                                   | Wiener Neustadt                                                            | Austria                                                                    | 0 – 2                                                                      | Inghilterra                                                                | Qual. Mondiali 2023                                                        | -                                                                          |                                                                            |
| 6-9-2022                                                                   | Stoke-on-Trent                                                             | Inghilterra                                                                | 10 – 0                                                                     | Lussemburgo                                                                | Qual. Mondiali 2023                                                        | 1                                                                          | 60’                                                                        |
| 7-10-2022                                                                  | Londra                                                                     | Inghilterra                                                                | 2 – 1                                                                      | Stati Uniti                                                                | Amichevole                                                                 | 1                                                                          |                                                                            |
| 11-10-2022                                                                 | Brighton                                                                   | Inghilterra                                                                | 0 – 0                                                                      | Rep. Ceca                                                                  | Amichevole                                                                 | -                                                                          |                                                                            |
| 16-2-2023                                                                  | Milton Keynes                                                              | Inghilterra                                                                | 4 – 0                                                                      | Corea del Sud                                                              | Arnold Clark Cup 2023                                                      | -                                                                          | 63’                                                                        |
| 19-2-2023                                                                  | Coventry                                                                   | Inghilterra                                                                | 2 – 1                                                                      | Italia                                                                     | Arnold Clark Cup 2023                                                      | -                                                                          | 63’                                                                        |
| 22-2-2023                                                                  | Bristol                                                                    | Inghilterra                                                                | 6 – 1                                                                      | Belgio                                                                     | Arnold Clark Cup 2023                                                      | -                                                                          | 46’                                                                        |
| 6-4-2023                                                                   | Londra                                                                     | Inghilterra                                                                | 1 – 1 (4 - 2 dtr)                                                          | Brasile                                                                    | Finalissima 2023                                                           | -                                                                          | 82’ 88’                                                                    |
| 11-4-2023                                                                  | Brentford                                                                  | Inghilterra                                                                | 0 – 2                                                                      | Australia                                                                  | Amichevole                                                                 | -                                                                          | 28’                                                                        |
| 1-7-2023                                                                   | Milton Keynes                                                              | Inghilterra                                                                | 0 – 0                                                                      | Portogallo                                                                 | Amichevole                                                                 | -                                                                          | 81’                                                                        |
| 22-7-2023                                                                  | Brisbane                                                                   | Inghilterra                                                                | 1 – 0                                                                      | Haiti                                                                      | Mondiali 2023 - Fase a gironi                                              | -                                                                          | 51’ 61’                                                                    |
| 28-7-2023                                                                  | Sydney                                                                     | Inghilterra                                                                | 1 – 0                                                                      | Danimarca                                                                  | Mondiali 2023 - Fase a gironi                                              | -                                                                          | 76’                                                                        |
| 1-8-2023                                                                   | Adelaide                                                                   | Cina                                                                       | 1 – 6                                                                      | Inghilterra                                                                | Mondiali 2023 - Fase a gironi                                              | 1                                                                          | 71’                                                                        |
| 7-8-2023                                                                   | Brisbane                                                                   | Inghilterra                                                                | 0 – 0 dts (4 - 2 dtr)                                                      | Nigeria                                                                    | Mondiali 2023 - Ottavi di finale                                           | -                                                                          | 106’                                                                       |
| 12-8-2023                                                                  | Sydney                                                                     | Inghilterra                                                                | 2 – 1                                                                      | Colombia                                                                   | Mondiali 2023 - Quarti di finale                                           | 1                                                                          | 90+3’                                                                      |
| 16-8-2023                                                                  | Brisbane                                                                   | Australia                                                                  | 1 – 3                                                                      | Inghilterra                                                                | Mondiali 2023 - Semifinali                                                 | 1                                                                          |                                                                            |
| 20-8-2023                                                                  | Sydney                                                                     | Spagna                                                                     | 1 – 0                                                                      | Inghilterra                                                                | Mondiali 2023 - Finale                                                     | -                                                                          | 54’                                                                        |
| 22-9-2023                                                                  | Sunderland                                                                 | Inghilterra                                                                | 2 – 1                                                                      | Scozia                                                                     | UEFA Women's Nations League 2023-2024 - Fase a gironi                      | 1                                                                          |                                                                            |
| 26-9-2023                                                                  | Utrecht                                                                    | Paesi Bassi                                                                | 2 – 1                                                                      | Inghilterra                                                                | UEFA Women's Nations League 2023-2024 - Fase a gironi                      | -                                                                          |                                                                            |
| 27-10-2023                                                                 | Leicester                                                                  | Inghilterra                                                                | 1 – 0                                                                      | Belgio                                                                     | UEFA Women's Nations League 2023-2024 - Fase a gironi                      | 1                                                                          |                                                                            |
| 31-10-2023                                                                 | Lovanio                                                                    | Belgio                                                                     | 3 – 2                                                                      | Inghilterra                                                                | UEFA Women's Nations League 2023-2024 - Fase a gironi                      | -                                                                          |                                                                            |
| 1-12-2023                                                                  | Londra                                                                     | Inghilterra                                                                | 3 – 2                                                                      | Paesi Bassi                                                                | UEFA Women's Nations League 2023-2024 - Fase a gironi                      | 1                                                                          |                                                                            |
| 5-12-2023                                                                  | Glasgow                                                                    | Scozia                                                                     | 0 – 6                                                                      | Inghilterra                                                                | UEFA Women's Nations League 2023-2024 - Fase a gironi                      | -                                                                          |                                                                            |
| 23-2-2024                                                                  | Algeciras                                                                  | Inghilterra                                                                | 7 – 2                                                                      | Austria                                                                    | Amichevole                                                                 | -                                                                          | 46’                                                                        |
| 27-2-2024                                                                  | Algeciras                                                                  | Inghilterra                                                                | 5 – 1                                                                      | Italia                                                                     | Amichevole                                                                 | 2                                                                          |                                                                            |
| 5-4-2024                                                                   | Londra                                                                     | Inghilterra                                                                | 1 – 1                                                                      | Svezia                                                                     | Qual. Euro 2025                                                            | -                                                                          |                                                                            |
| 9-4-2024                                                                   | Dublino                                                                    | Irlanda                                                                    | 0 – 2                                                                      | Inghilterra                                                                | Qual. Euro 2025                                                            | -                                                                          | 56’                                                                        |
| 31-5-2024                                                                  | Newcastle upon Tyne                                                        | Inghilterra                                                                | 1 – 2                                                                      | Francia                                                                    | Qual. Euro 2025                                                            | -                                                                          |                                                                            |
| 6-6-2024                                                                   | Saint-Étienne                                                              | Francia                                                                    | 1 – 2                                                                      | Inghilterra                                                                | Qual. Euro 2025                                                            | -                                                                          |                                                                            |
| Totale                                                                     |                                                                            | Presenze                                                                   | 57                                                                         |                                                                            | Reti                                                                       | 18                                                                         |                                                                            |

| Cronologia completa delle presenze e delle reti in nazionale ― Gran Bretagna | Cronologia completa delle presenze e delle reti in nazionale ― Gran Bretagna | Cronologia completa delle presenze e delle reti in nazionale ― Gran Bretagna | Cronologia completa delle presenze e delle reti in nazionale ― Gran Bretagna | Cronologia completa delle presenze e delle reti in nazionale ― Gran Bretagna | Cronologia completa delle presenze e delle reti in nazionale ― Gran Bretagna | Cronologia completa delle presenze e delle reti in nazionale ― Gran Bretagna | Cronologia completa delle presenze e delle reti in nazionale ― Gran Bretagna |
| Data                                                                         | Città                                                                        | In casa                                                                      | Risultato                                                                    | Ospiti                                                                       | Competizione                                                                 | Reti                                                                         | Note                                                                         |
| ---------------------------------------------------------------------------- | ---------------------------------------------------------------------------- | ---------------------------------------------------------------------------- | ---------------------------------------------------------------------------- | ---------------------------------------------------------------------------- | ---------------------------------------------------------------------------- | ---------------------------------------------------------------------------- | ---------------------------------------------------------------------------- |
| 21-7-2021                                                                    | Sapporo                                                                      | Gran Bretagna                                                                | 2 – 0                                                                        | Cile                                                                         | Olimpiadi 2020 - Fase a gironi                                               | -                                                                            | 69’                                                                          |
| 24-7-2021                                                                    | Sapporo                                                                      | Giappone                                                                     | 0 – 1                                                                        | Gran Bretagna                                                                | Olimpiadi 2020 - Fase a gironi                                               | -                                                                            | 88’                                                                          |
| 30-7-2021                                                                    | Kashima                                                                      | Gran Bretagna                                                                | 3 – 4 dts                                                                    | Australia                                                                    | Olimpiadi 2020 - Quarti di finale                                            | -                                                                            | 96’                                                                          |
| Totale                                                                       |                                                                              | Presenze                                                                     | 3                                                                            |                                                                              | Reti                                                                         | 0                                                                            |                                                                              |

## Palmarès

### Club
- FA Women's Cup: 2

Manchester City: 2018-2019, 2019-2020
- FA Women's League Cup: 2

Manchester City: 2018-2019, 2021-2022

### Nazionale
- Arnold Clark Cup: 2

2022, 2023
- Campionato d'Europa: 2

2022, 2025
- Finalissima: 1

2023

### Individuale
- Squadra del torneo al campionato europeo Under-17: 1

2017
- Giovane calciatrice dell'anno (FA): 1

2017
- PFA giovane calciatrice dell'anno: 4

2018, 2020, 2021, 2022